# تنوع (لغة)
التنوع أو تغير أو تبدل أو إختلاف في علم اللغة الاجتماعي يشمل اختلاف في الألسن واختيار مفردات اللغة وتفاوت أساليب التعبير.
التنوع مبحث من مباحث علم اللغة كذلك. يبحث علماء اللغة في أموره المتعلقة بالصرف والنحو والنطق والمعاني والذرائع.

## وصلات خارجية
(بالإنجليزية)
- Variant - A Dictionary of Phonetics and Phonology. BookRags